# Vinko Cuzzi
Vinko Cuzzi (Split, 11. srpnja 1940. – Zagreb, 8. prosinca 2011.) bio je hrvatski nogometaš.

## Igračka karijera

### Klupska karijara
Za prvi tim splitskog Hajduka debitirao je 1958. i bijeli dres nosio do 1969., a od sredine šezdesetih pripadala mu je i kapetanska vrpca. Za Hajduk je odigrao ukupno 434 utakmice i postigao 4 gola. Kao kapeten Hajduka primio je prvi Kup Jugoslavije osvojen u povijesti kluba, u sezoni 1966/67. Kraće vrijeme igrao u švicarskom klubu Lausanne (1968.). Do reprezentacije se probio igravši na mjestu desnoga braniča, a u Hajduku je po potrebi igrao i na mjestu posljednjeg obrambenog igrača. Izvanredno brz, inteligentan igrač oštra udarca.
Statistika u Hajduku
| Natjecanje        | Nastupi | Zgoditci |
| ----------------- | ------- | -------- |
| Prvenstvo         | 190     | 0        |
| Kup               | 32      | 0        |
| Superkup          | 0       | 0        |
| Međunarodne       | 4       | 0        |
| Splitski podsavez | 0       | 0        |
| Ukupno            | 226     | 0        |
| Prijateljske      | 208     | 4        |
| Sveukupno         | 434     | 4        |

Prvi službeni nastup za Hajduk je prvenstvena utakmica protiv Vojvodine u Novom Sadu 26. listopada 1958. Hajduk je izgubio s 4:1, a jedini strijelac bio je Vastić.

### Reprezentativna karijera
Dres državne A reprezentacije Jugoslavije oblačio je 8 puta. Debitirao je 4. rujna 1965. protiv SSSR-a (0:0) u Moskvi, dok se od reprezentativnog dresa oprostio u 23. lipnja 1966. protiv Njemačke (0:2) u Hannoveru.

## Život nakon nogometa
Dugogodišnji sudac Županijskog suda u Splitu. Član uprave Hajduka od 1990., a od 1994. do 1996. bio je predsjednik Skupštine Hajduka

## Nagrade i priznanja

#### Klupska
Hajduk Split
- Kup maršala Tita (1) : 1966./67.
- Nositelj zlatne Hajdukove kapetanske trake.[4]

## Vanjske poveznice
- Vinko CUZZI 1961-1967 - Pes Classic Stats Forum  Arhivirana inačica izvorne stranice od 24. veljače 2014. (Wayback Machine)
- Slobodna Dalmacija: ZBOGOM KAPETANE Na Lovrincu pokopana legenda Hajduka Vinko Cuzzi; Maleš: Zračio je vedrinom i ljubavi
- Preminuo Vinko Cuzzi
- Vinko Cuzzi